# Stig Wennerström
Stig Henrik Wennerström (ur. 31 marca 1943 w Göteborgu) – szwedzki żeglarz sportowy. Srebrny medalista olimpijski z Monachium.
Zawody w 1972 były jego jedynymi igrzyskami – zajął drugie miejsce w klasie Soling (był sternikiem). W 1970 był mistrzem globu w tej konkurencji i brązowym medalistą światowego czempionatu w 1973. W 1970 zdobył również brązowy medal mistrzostw świata w klasie Star.